# Phyllachora apiahyna
Phyllachora apiahyna är en svampart som beskrevs av Speg. 1889. Phyllachora apiahyna ingår i släktet Phyllachora och familjen Phyllachoraceae.   Inga underarter finns listade i Catalogue of Life.